# Lastovke (skladba)
»Lastovka« je skladba Elde Viler, ki je nastala leta 1972, ko so v ljubljanski drami uprizorili Dubillardove Naivne lastovke z Dušo Počkaj in Jurijem Součkom. Avtor glasbe je Jure Robežnik, besedilo pa je napisal Milan Jesih.

## Živa verzija
Ta verzija, sicer posneta v živo, je na albumu izšla šele leta 1982, deset let po tem ko je ta nastala. Aranžma in producent za to verzijo je bil Silvo Stingl.

### Snemanje
Ta live verzija je bila posneta 18. aprila 1980 v živo na recitalu Elde Viler v Radencih, v hotelu Radin. Uradno izdana pa šele dve leti kasneje, na albumu Elda pri založbi ZKP RTV Ljubljana na veliki plošči in kaseti.

### Produkcija
- Jure Robežnik – glasba
- Milan Jesih – besedilo
- Silvo Stingl – aranžma, producent
- Vinko Rojc – tonski snemalec

### Studijska izvedba
- Elda Viler – vokal
- Čarli Novak – bas kitara
- Ratko Divjak – bobni
- Milan Ferlež – kitara
- Silvo Stingl – klavir